# آهوی تامسون
آهوی تامسون که به آن غزال تامسون (به انگلیسی: Thomson's gazelle) هم گفته می‌شود، یکی از مشهورترین غزال‌ها است. نام آن از جوزف تامسون گرفته شده‌است.
شمار بیش از ۵۰۰،۰۰۰ از آن‌ها در آفریقا وجود دارد و معمول‌ترین غزال در شرق آفریقا هستند.
بلندی غزال‌های تامسون ۵۰ تا ۷۰ سانتیمتر است و وزن ماده‌ها ۱۵ تا ۲۵ کیلوگرم و وزن نرها ۲۰ تا ۳۰ کیلوگرم است. پوست آن‌ها قهوه‌ای روشن و در قسمت‌های زیرین سفید است و پهلوها دارای نوارهای سیاه رنگ
می‌باشند.
غزال‌های تامسون در ساواناها و علف‌زارهای آفریقا به ویژه پارک ملی سرنگتی در تانزانیا و ماسای مارا در کنیا زندگی می‌کنند.

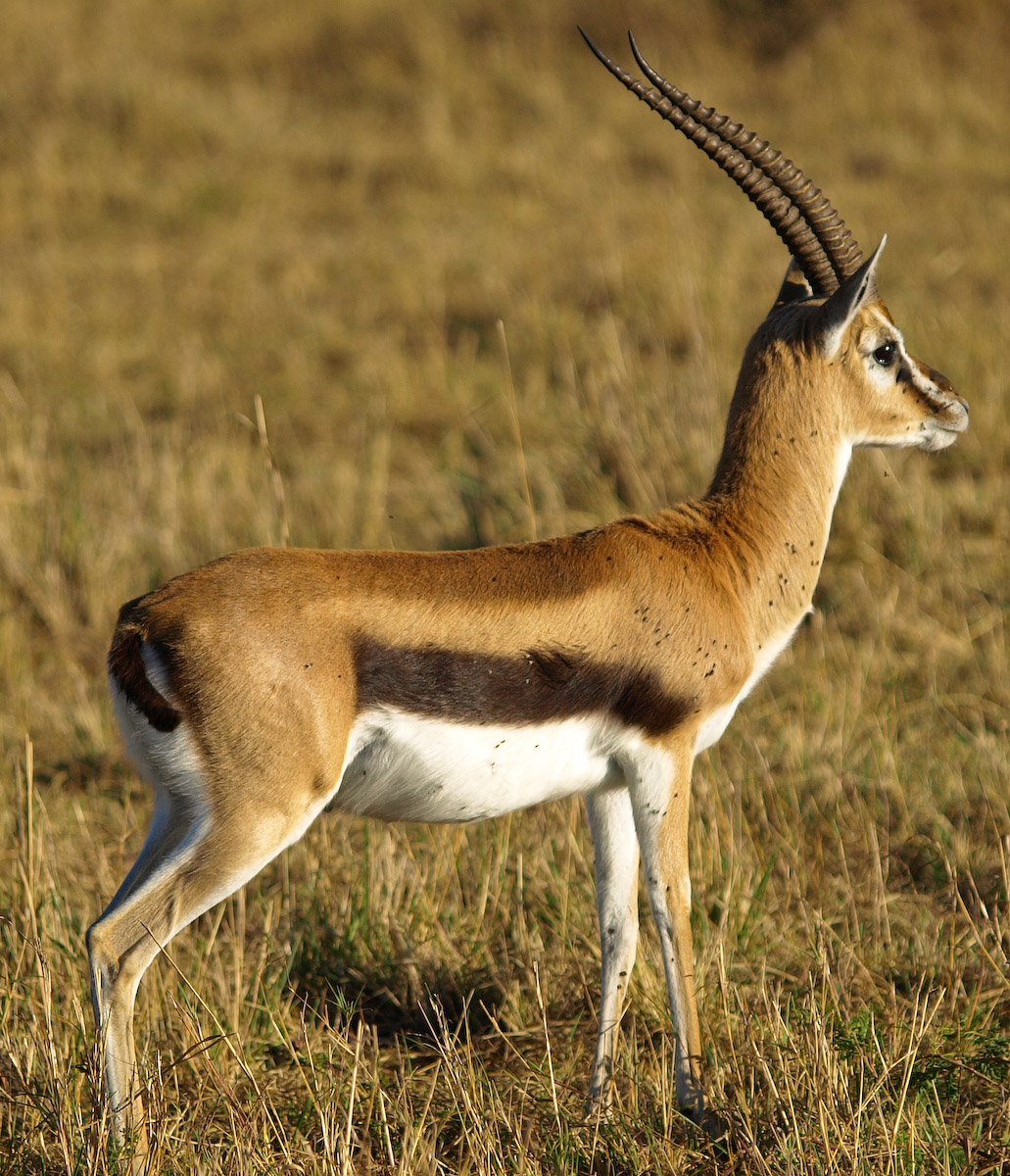
آهوی تامسون